# سرزمین باسک (منطقه خودمختار)
باسک بخشی خودمختار است ، که در دامنه کوه‌های پیرنه غربی، در کشور اسپانیا قرار دارد.
این ناحیه سرزمین تاریخی مردم باسک است.

## جمعیت
تقریباً نیمی از ۲٬۱۵۵٬۵۴۶ نفر از ساکنان منطقه خودمختار باسک در بیلبائو بزرگ زندگی می‌کنند، ۲۸٫۲٪ جمعیت باسک در خارج از این منطقه متولد شده‌است.

## سیاست

### استقلال‌طلبی
در روز یکشنبه ۱۰ ژوئن ۲۰۱۸، ۱۷۵ هزار نفر از ساکنان باسک و سیاستمداران منطقه باسک و کاتالونیا با ساختن زنجیره انسانی بطول ۲۰۲ کیلومتر از شهر سن سباستین در شمال باسک تا روبروی پارلمان منطقه در شهر بیتوریا، مرکز باسک خواستار برگزاری رای‌گیری استقلال در این منطقه شدند.

## تقسیمات

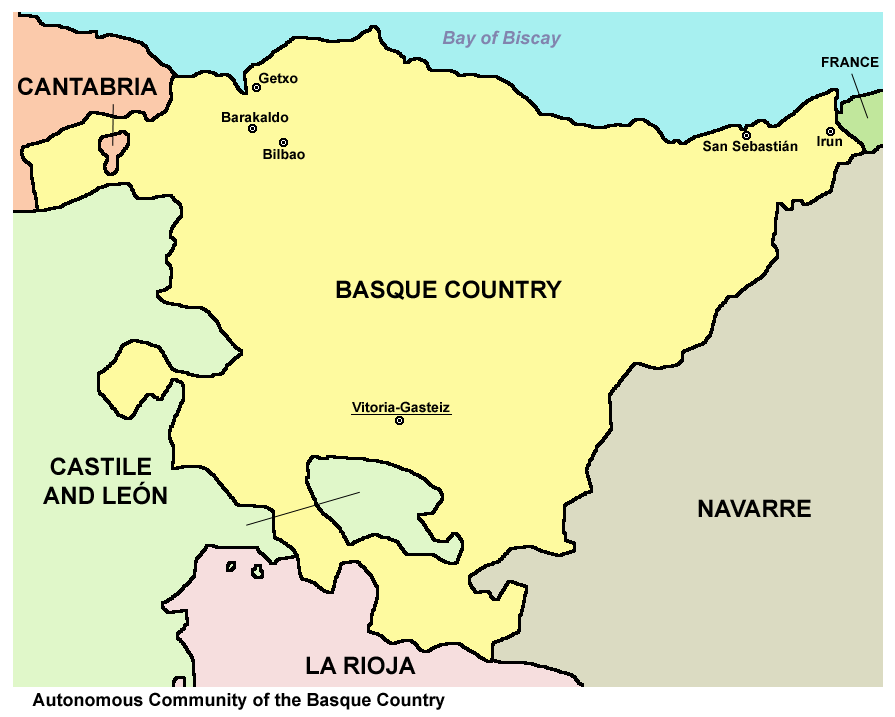

این بخش از سه استان تشکیل شده‌است که عبارتند از:
- استان آلابا
- استان بیسکای
- استان گیپوسکوا